# 법화경절본사본
《법화경절본사본》(法華經絶本寫本)은 보물 제278호이자 부안군 진서면 석포리 268 소재하고 있는 책이다. 현재 국립전주박물관에 보관 중이다. 조선 태종 15년(1415) 이씨 부인이 그의 양인 「유근」의 명복을 추원하기 위하여 1자 1배(一字一拜)의 지극한 정성으로 묘법연화경을 필사하여 7권 7책으로 엮은 습본이다.각 권의 길이 36.2cm, 폭 14cm 권당 52면으로서 상·하 변획선이나 절면누선이 없이 양면에 6행씩 필사해 간 것인데 행당 문자수는 17~19자로 일정치 않다. 표지는 감지에 금니를 사용하여 당초문대의 구획내에 종으로 4개의 연화문을 그리고 중앙에 태선의 방구간에 「妙法蓮花經券弟一」 등으로 책명을 금서하고 간지에는 금니로 연화문을 그리는 등 일본 경본의 격식을 갖추고 있다.필사한 연대(태종 15년, 1415년, 永樂之未)가 명확하므로 사경류의 연대식별에 중요자료가 되고 있고, 고려를 벗어나 조선 초로 내려 왔다 하더라도 이렇게 완전하게 보존된 것으로는 국내 일품이다.서체는 고려 말기의 유려화사한 맛이 적고 후중건실한 서풍으로 시종일관 하였는데 자체는 멀리 당대 이래의 사경의 맛을 은은히 간직하고 있어 신심어린 정성을 엿볼 수 있게 한다.